# Цифровий формат

Оцифрований аналоговий сигнал (червоний)

Цифровий формат (англ. digital data) — тип сигналів і форматів даних в електроніці, що використовують дискретні стани (на відміну від аналогового сигналу, який використовує безперервні зміни сигналу).
Цифрові сигнали існують як послідовності чисел у часі. У двійковій системі використовуються два числа — 0 і 1 (так звані Біти).